# Long Beach Open
O Long Beach Open foi um torneio masculino de golfe no PGA Tour, que foi disputado no Virginia Country Club, Praia Longa, Califórnia entre 1926 e 1930 e no Lakewood Country Club, de 1949 a 1951.

## Campeões
Lakewood Park Open
- 1951 Cary Middlecoff[1]

Long Beach Open
- 1950 Fred Haas
- 1949 Ben Hogan
- 1931-48 Não houve torneio
- 1930 Joe Kirkwood, Sr. e Olin Dutra (empate)
- 1928 (Dez.) Walter Hagen
- 1928 (Jan.) Leo Diegel e Bill Mehlhorn (empate)
- 1927 Tommy Armour
- 1926 Bill Mehlhorn